# Robert Cunningham
Robert Joseph Cunningham (Búfalo, Nueva York, 18 de junio de 1943) es un prelado católico estadounidense. Se desempeñó como obispo de Syracuse entre 2009 y 2019. Anteriormente, se desempeñó como obispo de Ogdensburg de 2004 a 2009.

## Biografía
Cunningham es hijo de Cecil y Grace Cunningham; tiene un hermano, Patrick, y una hermana, Eileen.
Asistió a la escuela parroquial San Juan el Bautista y al seminario preparatorio diocesano, luego ingresó al seminario St. John Vianney en East Aurora, Nueva York. Recibió su licenciatura en artes y maestría en teología de St. John Vianney.

### Sacerdocio
Cunningham fue ordenado sacerdote por el obispo Bernard McLaughlin el 24 de mayo de 1969, en la Catedral de San José en Búfalo. Después de su ordenación, Cunningham fue asignado como párroco asociado en la parroquia del Santísimo Sacramento en Kenmore, Nueva York. En 1972, fue nombrado párroco asistente en su parroquia natal de San Juan el Bautista, también en Kenmore.
Cunningham se convirtió en secretario privado en 1974 del obispo Edward Dennis Head y canciller asistente de Búfalo en 1974. Cunningham fue enviado a la Facultad de Derecho Canónico de la Universidad Católica de América, donde obtuvo su Licenciatura en Derecho Canónico en 1978. Después de regresar a Búfalo, fue designado juez del tribunal matrimonial y vicecanciller de la diócesis. Fue elevado por la Santa Sede al rango de Monseñor en 1984, luego nombrado canciller titular en 1985, y vicario general en 1986, por el obispo. La Universidad de Niágara le otorgó un doctorado honorario en Humanidades en 1991.
En 1994, el obispo Head recibió una denuncia de un hombre que afirmaba que su hijo había sido sodomizado por Donald W. Becker, un sacerdote de la diócesis. Becker tenía antecedentes de denuncias de abuso sexual, pero aun así estaba asignado a una parroquia. Como vicario general, Cunningham entrevistó a Becker, quien dijo que no recordaba nada, pero que si hubiera estado intoxicado, algo podría haber sucedido. El padre de la supuesta víctima no solicitó ninguna acción adicional y Cunningham abandonó el caso. En 2002, después de que Becker renunciara debido a problemas de salud, Cunningham recibió otra denuncia de abuso sexual en su contra poco después de su renuncia, que Cunningham no investigó.
En enero de 2002, Cunningham fue nombrado párroco de la parroquia St. Louis en Búfalo. Se desempeñó como administrador del Colegio diocesano de consultores de 2003 a 2004. Cunningham fue miembro de las juntas directivas del Seminario Cristo Rey, Catholic Charities USA, Baker Victory Services en Búfalo y el Cantalician Center for Learning en Depew. Miembro fundador de la junta directiva de la Fundación del Hospital Kenmore Mercy, la junta le otorgó el premio Sister Mary Mechtilde Memorial en 2004.

### Episcopado
El 9 de marzo de 2004, Cunningham fue designado como el decimotercer obispo de la diócesis de Ogdensburg por el Papa Juan Pablo II. Recibió su consagración episcopal el 18 de mayo de 2004, de manos del cardenal Edward Egan, con el arzobispo Henry J. Mansell y el obispo Gerald Barbarito como co-consagradores, en la Catedral de Santa María en Ogdensburg.
En 2007, Cunningham recibió un doctorado honorario en letras humanitarias de la Universidad de San Juan en Staten Island. También formó parte del consejo del Wadhams Hall Seminary College en Ogdensburg.
El 21 de abril de 2009, Benedicto XVI nombró a Cunningham décimo obispo de la diócesis de Siracusa. Fue instalado el 26 de mayo de 2009.
En una declaración de 2011, Cunningham hizo declaraciones sobre las víctimas de abuso sexual por parte de sacerdotes en la diócesis de Syracuse, dando a entender que las víctimas eran «cómplices». En 2015, cuando esas declaraciones se hicieron públicas, Cunningham dijo que deseaba haber expresado su respuesta de manera diferente: «Es evidente que debería haber elegido mejor mis palabras. En definitiva, no puedo volver atrás y cambiar mis palabras, pero puedo asegurarles que no creí que la persona involucrada en el caso tuviera la culpa». También reiteró repetidamente que no cree que los niños sean responsables de sufrir abusos.
El 21 de septiembre de 2012, el Vaticano nombró a Cunningham como administrador apostólico de la diócesis de Rochester, después de la jubilación del obispo Matthew Harvey Clark.

### Jubilación
El 18 de junio de 2018, Cunningham presentó su renuncia como obispo al alcanzar la edad de 75 años. El Papa Francisco aceptó su renuncia el 4 de junio de 2019. Cunningham sirvió como administrador apostólico de la diócesis hasta que el reverendo Douglas Lucia fue consagrado obispo el 8 de agosto de 2019.